# Благодійний Фонд «ТВІЙ КРОК»
Благодійний Фонд «ТВІЙ КРОК» (коротка назва БФ «ТВІЙ КРОК») — український благодійний фонд матеріально-технічної підтримки ЗСУ, підприємств критичної інфраструктури та Сил оборони України.
Займається збором коштів на мобільні ремонтні майстерні: LOCKER, BIG LOCKER, WORKSHOP LOCKER; стенди для монтажу/демонтажу VFI RunFlat вставок броньованих коліс; придбанням професійного ручного інструменту, джерел автономного живлення, транспортних засобів та компонентів до них, безпілотних апаратів, рацій, засобів РЕБ тощо.
З грудня 2022 року по вересень 2024-го фондом передано допомоги на понад 60 мільйонів гривень Силам оборони України. Завершено 130 проєктів, до зборів яких долучилось понад 230 000 людей.
Станом на серпень 2025 року, об’єм допомоги Силам оборони України склав понад 168 млн. грн, було завершено 275 проєктів, долучилось до зборів понад 400 000 людей.

## Історія
На початку повномасштабного вторгнення співзасновник і СЕО компанії «ГРАНД ІНСТРУМЕНТ» Артем Пичурин ініціював активну допомогу українським військовим. Він доручив своїм співробітникам обдзвонювати військові частини, щоб дізнатися про їхні потреби, аби забезпечити їх інструментами та обладнанням. Протягом перших трьох місяців війни компанія безкоштовно передала інструментів на суму понад 10 млн грн, підтримавши понад 100 військових частин, включаючи підрозділи авіації, танкових та артилерійських військ.
З ростом кількості запитів від військових закривати всі потреби ставало складніше. Тому в грудні 2022 року Артем Пичурин заснував благодійний фонд «ТВІЙ КРОК». Одним із ключових напрямків діяльності фонду стало створення мобільних ремонтних майстерень на базі пікапів і морських контейнерів, які стали відповіддю на гостру потребу військових у сучасних засобах ремонту техніки на передовій.
В грудні 2023 року фонд було відзначено керівництвом Міністерства оборони та Збройних сил України та нагороджено відомчою заохочувальною відзнакою Міністерства оборони України – медаль «За сприяння обороні».
В травні 2024 року Національною гвардією України та благодійним фондом «ТВІЙ КРОК» підписано меморандум про співпрацю та партнерство з метою покращення технічного оснащення підрозділів Нацгвардії.
В квітні 2025 року у «Будинку кіно» м.Київ, за підтримки благодійного фонду «ТВІЙ КРОК», відбулася прем’єра документального фільму про військову логістику – «Там, де немає доріг. Технічна евакуація». У широкий загал стрічка вийшла пізніше, опублікована на YouTube каналі спецпідрозділу KRAKEN.

## Діяльність
Фонд займається забезпеченням Збройних Сил України необхідними матеріально-технічними засобами для ефективного виконання бойових завдань. Основні засоби, що надає фонд:
- Мобільні ремонтні майстерні: Фонд передає ЗСУ спеціалізовані мобільні майстерні для ремонту техніки у польових умовах.[16] Ці майстерні мають номенклатурний код НАТО і допуск від Міноборони України. Станом на вересень 2024 року передано понад 55 таких майстерень.[17]
- Транспортні засоби: Фонд забезпечує військові частини відновленими та модернізованими позашляховиками, більшість з яких закуплено у Великобританії.[18]
- Професійний ручний інструмент: Для оперативного ремонту техніки на передовій, фонд постачає військовим професійні інструменти. До вересня 2024 року задоволено 51 запит на суму 9,1 млн грн.[19]
- Безпілотники: Фонд передав дрони різних моделей, як українського, так і китайського виробництва, разом із додатковим обладнанням, зокрема акумуляторами та тепловізорами.[20][21]
- Засоби зв’язку та РЕБ: Фонд постачає цифрові радіостанції для військових і закуповує комплекси РЕБ, включаючи український комплекс «Синиця».[22]

Зібрані кошти для ЗСУ оприлюднюються на сайті організації, фонд збирає пожертви через «Приватбанк», monobank, SWIFT, PayPal. Також на сайті фонду є можливість зробити донат за сувенір від військових або підтримати діяльність фонду.
Станом на 2024 рік в структурі фонду працює близько 15 волонтерів, які відповідають за окремі напрями розвитку. Головний офіс знаходиться в місті Київ, консультаційні пункти розташовані в Харкові та Рівному.